# 조선총독부 관보

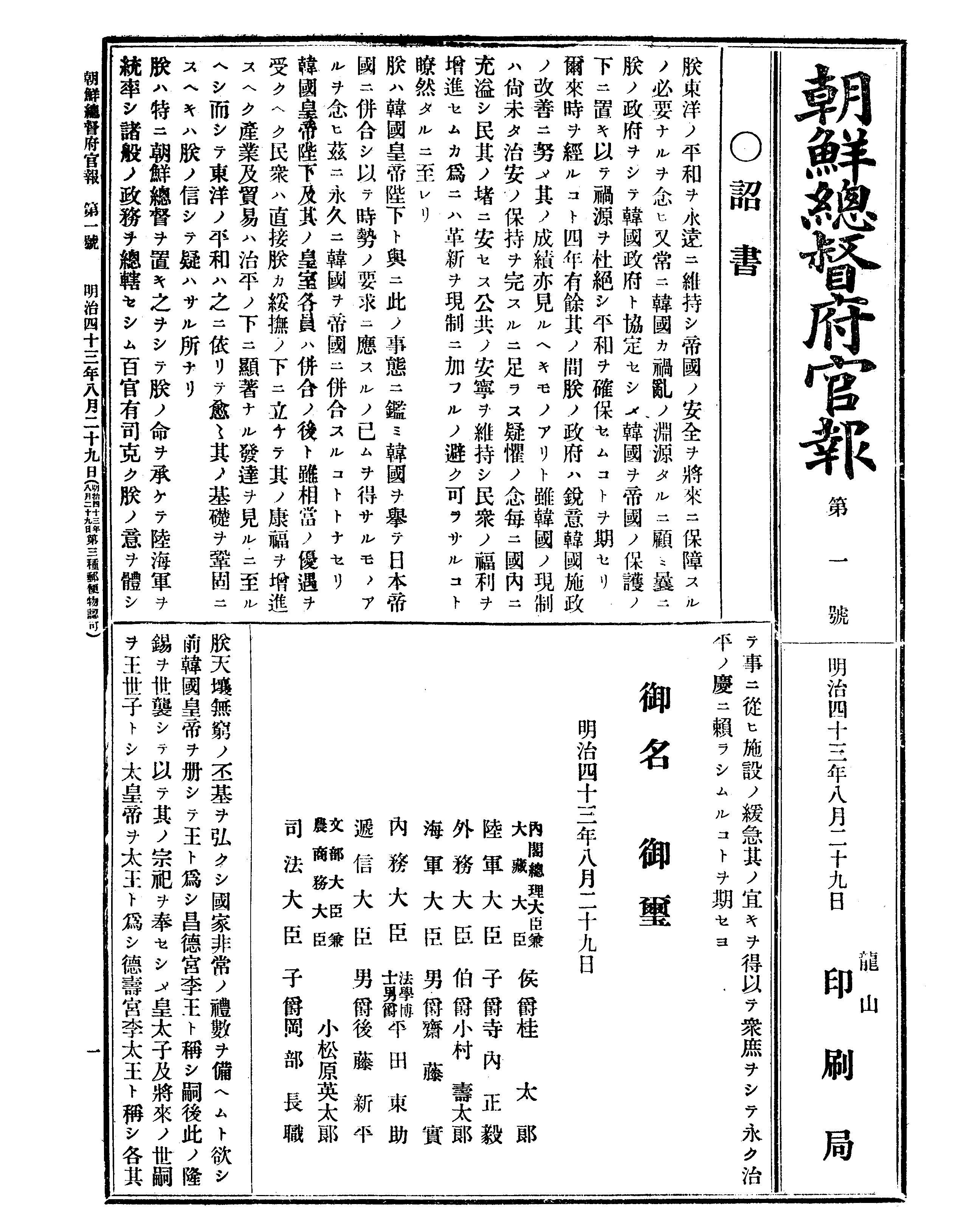
관보 제1호 제1면

조선총독부 관보(朝鮮總督府官報)는 1910년부터 1945년까지 조선총독부가 매일 발행한 기관지이다. 일제강점기의 정치·경제·사회·문화 전반에 대한 모든 공적 기록을 포함하고 있으며 총 1만여 호, 13만여 쪽에 달한다. 일요일, 경축일, 연말 연시를 제외하고 1945년 8월 16일까지 매일 발행되었고, 호외도 발행되었다. 지면에 인쇄된 호수는 연호가 바뀔 때마다 제1호로 정정되었다. 제1호는 조선총독부가 설치된 1910년 8월 29일에 발행되었다. 대한민국 정부가 제공하는 '조선총독부관보 활용시스템'에서 온라인으로 이용할 수 있다.

## 같이 보기
- 관보
- 타이완총독부보
- 조선총독부